# Angelspit
Angelspit — электро-индастриал группа из Сиднея, Австралия. Была создана в 2004 фронт-вокалисткой Амелией «Destroyx» Тан и клавишником синтезатора Карлом «ZooG» Лермонтом. Первый студийный альбом Krankhaus выпущен в 2006-м. Следующий альбом Blood Death Ivory вышел 8 июля 2008 года. Музыка Angelspit комбинирует в себе уникальные и стилистические элементы хоррора, готики, панка и электронной музыки. Эта парочка называют себя «A riot girl with a vocoder and a cyberpunk with a distortion pedal». Злые четкие ритмы, механические гитары, чистое, свежее звучание, злой вокал (в основном женский) с песнями на тему ужасов, страшных медицинских экспериментов и гротеска — все это при прослушивании создает ощущение шлепка по лицу от полной неожиданности.

## Состав Группы
- Амелия «DestroyX» Тан — вокал
- Карл «ZooG» Лермонт — вокал, синтезатор, вокодер

## Дискография
- Nurse Grenade (2004)
- Krankhaus (2006)
- Blood Death Ivory (2008)
- Black Kingdom Red Kingdom (2009)
- Hideous and Perfect (2009)
- Carbon Beauty (2011)
- Hello My Name Is (2011)
- The Product (2014)
- Cult of Fake (2016)
- Black Dog Bite (2017)
- Bang Operative (2019)
- The Ignorance Cartel (2020)
- Diesel Priest (2021)